# Amartizare

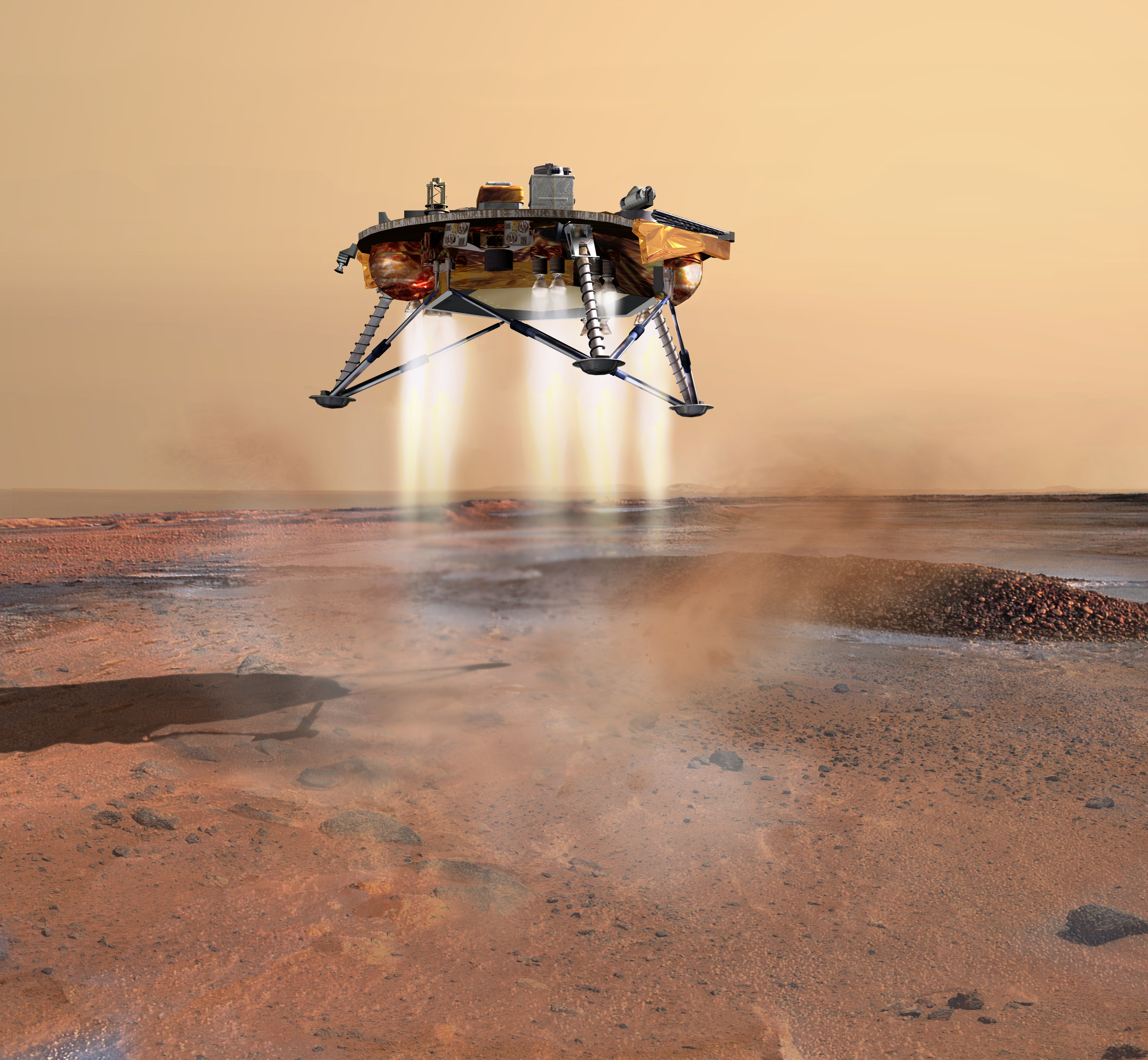
Amartizarea misiunii spaţiale Phoenix Mars Lander, imaginată de un artist grafic.

Amartizare este un termen din categoria explorării spațiului cosmic, similar aterizării și alunizării (sau aselenizării) care desemnează o așezare lină a unui vehicul spațial pe suprafața planetei Marte a sistemului nostru solar. 